# Colinearität
Colinearität (auch Kolinearität) ist ein Begriff aus der Genetik. Er besagt, dass es eine Entsprechung zwischen der Nukleotidsequenz der DNA eines Gens und der Nukleotidsequenz der Ribonukleinsäure bzw. der Aminosäuresequenz gibt.
Nucleotidsequenzfolge des primären Genprodukts (mRNA, rRNA oder tRNA; Ribonucleinsäuren) bzw. in der Aminosäuresequenz des sekundären Genprodukts (Polypeptid; Genexpression, Proteine).
Der Nachweis der Colinearität spielte eine wichtige Rolle in der Aufklärung des genetischen Codes. Entsprechende Experimente wurden von Charles Yanofsky und Sydney Brenner Anfang der 1960er Jahre erbracht.
Das Wissen um diese Zusammenhänge gilt als wichtige Voraussetzung für das Spleißen.